# 이중 교환 메커니즘
이중 교환 메커니즘(영어: Double-exchange mechanism)은 서로 다른 산화 상태에 있는 이온들 사이에 발생할 수 있는 자기 교환의 한 유형이다. 클래런스 제너가 처음 제안한 이 이론은 두 물질 사이에 전자가 교환될 수 있는 상대적인 용이성을 예측하며, 물질이 강자성, 반강자성, 또는 나선형 자성을 나타내는지 여부에 중요한 영향을 미친다. 예를 들어, Mn "eg" 궤도가 O "2p" 궤도와 직접 상호작용하고, Mn 이온 중 하나가 다른 것보다 더 많은 전자를 가지고 있는 180도 Mn-O-Mn 상호작용을 고려해 보자. 바닥 상태에서 각 Mn 이온의 전자는 훈트 규칙에 따라 정렬된다:

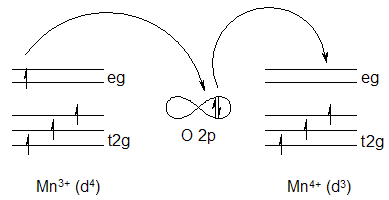
화합물 에서 이중 교환의 예시. 이 교환은 각 원자의 가장 바깥쪽 궤도를 포함하며, Mn^{3+}는 3d^{4}, Mn^{4+}는 3d^{3}, O^{2-}는 2p^{6}이다. 여기서 e_{g}와 t_{2g}는 d-궤도의 팔면체 분리에 대한 결정장 이론 표기법이다.

만약 O가 자신의 스핀-업 전자를 Mn4+에 주면, 그 비어있는 궤도는 Mn3+로부터 온 전자로 채워질 수 있다. 이 과정의 끝에서, 전자는 이웃하는 금속 이온들 사이를 이동하며 스핀을 유지한다. 이중 교환은 전자가 수용 종에서 훈트 규칙을 따르기 위해 스핀 방향을 바꿀 필요가 없을 때 한 종에서 다른 종으로의 전자 이동이 더 쉽게 촉진될 것이라고 예측한다. (비편재화)하여 점프할 수 있는 능력은 운동 에너지를 감소시킨다. 따라서 전반적인 에너지 절약은 이웃하는 이온들의 강자성 정렬로 이어질 수 있다.
이 모델은 표면적으로 초교환과 유사하다. 그러나 초교환에서는 동일한 원자가 (전자 수)를 가진 두 원자 사이에 강자성 또는 반강자성 정렬이 발생하는 반면, 이중 교환에서는 한 원자가 다른 원자에 비해 여분의 전자를 가지고 있을 때만 상호작용이 발생한다.